# Breguet 19
Die Breguet 19 (Breguet XIX, Br.19, Bre.19) war ein leichter französischer Doppeldecker-Bomber, der ab 1924 in großen Stückzahlen produziert wurde.

## Entwicklung
Das Flugzeug war ein Nachfolger der Breguet 14 (XIV), einem sehr erfolgreichen Bomber im Ersten Weltkrieg. Der erste Prototyp besaß noch zwei Bugatti-Motoren und einen Vierblattpropeller und wurde auf der 7. Pariser Luftfahrtschau im November 1921 gezeigt. Der Erstflug erfolgte im März 1922, diesmal allerdings nur mit einem Renault-12Kb-Motor mit 450 PS. Nach Tests bestellte die französische Luftwaffe im September 1922 elf Maschinen. Die Maschine war in dieser Zeit der schnellste Bomber und zeigte auch im Luftsport große Erfolge.
Die Massenproduktion startete 1924 für die französische Luftwaffe und für den Export. Die Hauptvarianten waren der Jäger Br.19 A2 und der leichte Bomber Br.19 B2. Eine Reihe von Motoren wurden verbaut, z. B. ein Lorraine-Dietrich 12Db (400 PS) und Lorraine-Dietrich 12Eb (450 PS) sowie Renault 12K- und Hispano-Suiza-Motoren. Die Variante Br.19 C2 war ein schwerer Bomber und die Br.19 CN2 ein Nachtjäger.
Für Langstreckenflüge wurde die Br.19 GR (Grand Raid) konzipiert. Die Version Super Bidon hatte einen riesigen Tank für 5580 Liter Treibstoff.
Viele Flugzeuge wurden exportiert, z. B. nach Jugoslawien, Polen, Rumänien, Griechenland und Spanien. Die Br.19 hydro war ein Wasserflugzeug. Es gab auch eine Passagierflugzeugvariante, die Br.19T, für maximal sechs Passagiere.
Insgesamt wurden mehr als 2000 Breguet 19 gebaut, davon 700 bei der spanischen CASA, der belgischen SABCA und in der jugoslawischen Fabrik in Kraljevo.

## Militärische Verwendung

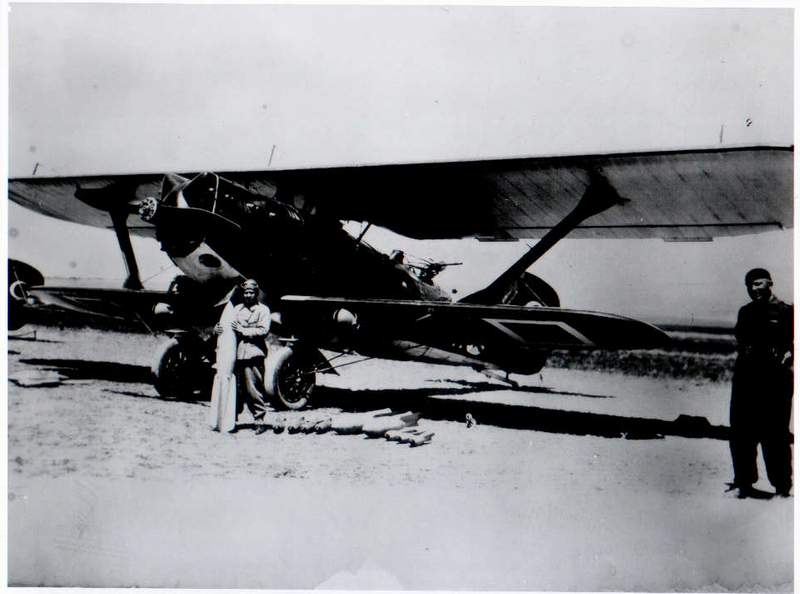
Die erste Pilotin der Türkei Sabiha Gökçen nahm an der Bombardierung Dersims teil. Hier steht sie vor einer Breguet 19 in der Bomberversion.

Ab Herbst 1924 verwendete die französische Luftwaffe die Variante A2. Die B2 wurde im Juni 1926 eingeführt, danach die C2 und die CN2. Sie war das meist verwendete Flugzeug in der französischen Luftwaffe bis in die frühen 1930er Jahre. Die Verwendung endete um 1938 in den französischen Kolonien.
Die polnischen Luftstreitkräfte kauften 250 Breguet 19 A2 und B2 mit Lorraine-Dietrich 12Eb (450 PS)-Motor, zwischen 1925 und 1930. Ende der 30er Jahre wurden sie als Trainingsflugzeuge eingesetzt. Im Zweiten Weltkrieg setzten die Polen die Maschinen allerdings nicht mehr ein.
Belgien kaufte 1924 6 Br.19 B2 in 1924 mit Lizenzrechten. 146 Br.19 A2 und B2 wurden bei SABCA 1926–1930 nachgebaut.
Spanien kaufte 1923 einen Prototyp und Lizenzrechte. 19 Flugzeuge wurden komplett gekauft, danach 26 aus französischen Teilen montiert. Danach wurden weitere 177 Stück bei der CASA gebaut. Im Spanischen Bürgerkrieg kämpften insgesamt 135 spanische Breguet 19 auf republikanischer Seite sowie 20 polnische Maschinen. Die Maschinen erlitten allerdings schwere Verluste.
Jugoslawien kaufte 1924 100 Br.19 A2 und 1927 eine Baulizenz. 300 Maschinen wurden im Werk Kraljevo gefertigt. Viele Maschinen wurden im Zweiten Weltkrieg eingesetzt. Nach der Besetzung Jugoslawiens erhielt die kroatische Luftwaffe von den Deutschen 46 Maschinen. Die Partisanen Titos verwendeten mehrere erbeutete Maschinen.
Die rumänische Luftwaffe kaufte 163 Breguet 19-Typen. Die griechische Luftwaffe besaß 30 Maschinen, die beim italienischen Angriff 1940 eingesetzt wurden.
Der Iran, damals Persien genannt, kaufte 1925 zwei Maschinen.
Weitere Maschinen gingen an die Republik China, 70 an die Türkei, 25 an Argentinien, fünf an Brasilien, zwölf an Venezuela, Uruguay und Bolivien, das seine zehn Maschinen im Chaco-Krieg gegen Paraguay einsetzte.

## Sportlicher Bereich
Die Breguet 19 brach diverse Geschwindigkeits-, Höhen- und Langstreckenrekorde.
- 1925 Flug von Brüssel nach Léopoldville, Belgisch Kongo über 8.900 km
- 1925 Flug Tokio–Paris–London über 13.800 km
- 1926 Flug Warschau–Tokio über 10.300 km
- 1927, 14./15. Oktober: Erster Flug mit einem Landflugzeug über den Südatlantik von Saint-Louis (Senegal) nach Natal (Brasilien) durch die Franzosen Dieudonné Costes und Joseph Le Brix und anschließende Weltumrundung über 57.000 km mit der Breguet XIX Nungesser Coli, wobei von San Francisco nach Tokio ein Schiff genutzt wurde.[1][2]

weitere Transatlantikflüge, u. a.
- 1929, 24.–26. März: Nonstop-Flug der Spanier Jimenez / Iglesias von Sevilla nach Bahia mit der CASA-Breguet XIX TR Jesu del Gran Poder über 6650 km in 43:48 Stunden;[3]
- 1929, 15./16. Dezember: Nonstop-Flug des Franzosen Challe / des Uruguayers Larre-Borgés von Sevilla nach Marajoua bei Pernambuco mit der CASA-Breguet XIX TR Bidon mit 450 PS-Lorraine 12Eb über 5670 km in 41 Stunden;[3]
- 1930, 1./2. September: erster Nonstop-Flug der Franzosen Costes / Bellonte von Paris nach New York mit der Breguet XIX SuperTR Point D’Interrogation über 8912 km in 37:18 Stunden[4]
- 1933, 10./11. Juni: längster Nonstop-Flug über See der spanischen Offiziere Nariano Barberan / Joaquin Collar von Sevilla nach Camaguey/Kuba mit der CASA-Breguet XIX Cuatro Vientos, auf dem Weiterflug von Havanna nach Mexiko-Stadt verschollen[5]

## Technische Daten

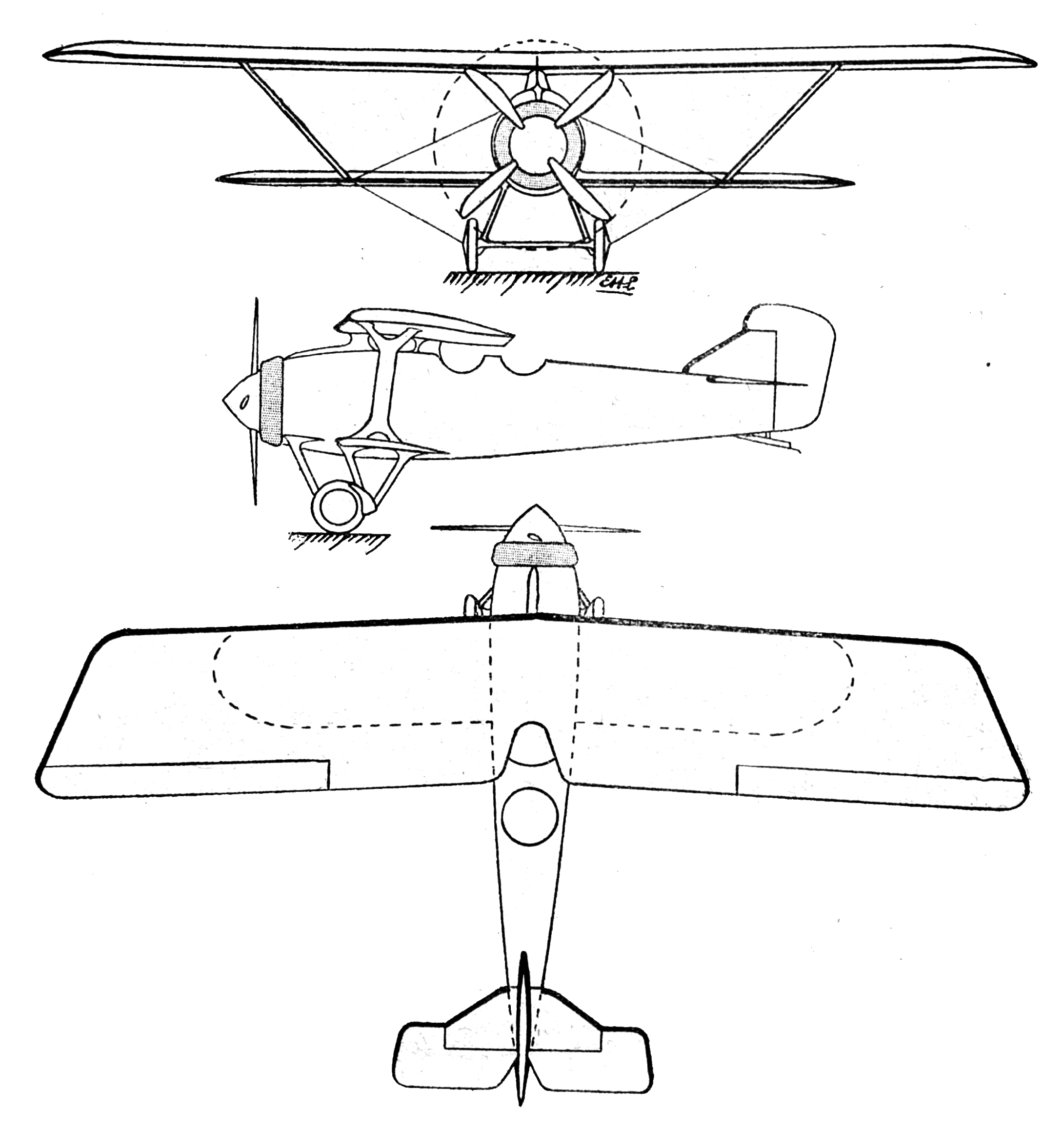
Dreiseitenriss Breguet 19 A2

| Kenngröße             | Br.19 B2 (Bomberversion)          |
| --------------------- | --------------------------------- |
| Besatzung             | 2                                 |
| Länge                 | 9,51 m                            |
| Spannweite            | 14,83 m                           |
| Höhe                  | 3,89 m                            |
| Flügelfläche          | 49 m²                             |
| Nutzlast              | ? kg                              |
| Leermasse             | 1390 kg                           |
| max. Startmasse       | 2229 kg                           |
| Höchstgeschwindigkeit | 235 km/h                          |
| Dienstgipfelhöhe      | 6000 m                            |
| Reichweite            | 650 km                            |
| Triebwerke            | ein Motor mit 450 PS (ca. 330 kW) |
| Bewaffnung            |                                   |